# دنو
دنو (بالروسية: Дно) هي إحدى مدن روسيا في الكيان الفدرالي الروسي بسكوف أوبلاست.